# Travecy
Travecy és un municipi francès situat al departament de l'Aisne i a la regió dels Alts de França. L'any 2007 tenia 612 habitants.

## Demografia

### Població
El 2007 la població de fet de Travecy era de 612 persones. Hi havia 228 famílies de les quals 56 eren unipersonals (12 homes vivint sols i 44 dones vivint soles), 64 parelles sense fills, 88 parelles amb fills i 20 famílies monoparentals amb fills.
La població ha evolucionat segons el següent gràfic:
Habitants censats

### Habitatges
El 2007 hi havia 268 habitatges, 241 eren l'habitatge principal de la família, 17 eren segones residències i 10 estaven desocupats. 263 eren cases i 1 era un apartament. Dels 241 habitatges principals, 207 estaven ocupats pels seus propietaris, 25 estaven llogats i ocupats pels llogaters i 9 estaven cedits a títol gratuït; 4 tenien dues cambres, 42 en tenien tres, 70 en tenien quatre i 125 en tenien cinc o més. 184 habitatges disposaven pel capbaix d'una plaça de pàrquing. A 101 habitatges hi havia un automòbil i a 110 n'hi havia dos o més.

### Piràmide de població
La piràmide de població per edats i sexe el 2009 era:
| Homes | Edats   | Dones |
| ----- | ------- | ----- |
| 0     | 95 o +  | 8     |
| 0     | 90 a 94 | 0     |
| 0     | 85 a 89 | 4     |
| 8     | 80 a 84 | 0     |
| 20    | 75 a 79 | 8     |
| 24    | 70 a 74 | 44    |
| 4     | 65 a 69 | 0     |
| 8     | 60 a 64 | 8     |
| 28    | 55 a 59 | 16    |
| 8     | 50 a 54 | 28    |
| 20    | 45 a 49 | 16    |
| 29    | 40 a 44 | 20    |
| 32    | 35 a 39 | 32    |
| 12    | 30 a 34 | 24    |
| 20    | 25 a 29 | 8     |
| 28    | 20 a 24 | 8     |
| 24    | 15 a 19 | 20    |
| 32    | 10 a 14 | 12    |
| 28    | 5 a 9   | 20    |
| 20    | 0 a 4   | 16    |

## Economia
El 2007 la població en edat de treballar era de 388 persones, 257 eren actives i 131 eren inactives. De les 257 persones actives 225 estaven ocupades (133 homes i 92 dones) i 32 estaven aturades (9 homes i 23 dones). De les 131 persones inactives 45 estaven jubilades, 26 estaven estudiant i 60 estaven classificades com a «altres inactius».

### Ingressos
El 2009 a Travecy hi havia 254 unitats fiscals que integraven 641,5 persones, la mediana anual d'ingressos fiscals per persona era de 15.647 €.

### Activitats econòmiques
Dels 12 establiments que hi havia el 2007, 3 eren d'empreses extractives, 1 d'una empresa de fabricació d'altres productes industrials, 1 d'una empresa de construcció, 1 d'una empresa de comerç i reparació d'automòbils, 1 d'una empresa d'hostatgeria i restauració, 1 d'una empresa immobiliària, 3 d'empreses de serveis i 1 d'una empresa classificada com a «altres activitats de serveis».
Dels 2 establiments de servei als particulars que hi havia el 2009, 1 era un electricista i 1 restaurant.
L'únic establiment comercial que hi havia el 2009 era una botiga d'electrodomèstics.
L'any 2000 a Travecy hi havia 15 explotacions agrícoles que ocupaven un total de 1.440 hectàrees.

## Poblacions més properes
El següent diagrama mostra les poblacions més properes.